# Václav Hladík
Václav Hladík, född 1868, död 1913, var en tjeckisk författare.
Hladík var ursprungligen journalist och redaktör för skilda tjeckiska tidningar. Hladík skildrade i en mängd romaner och noveller främst livet i Prags överklass. Bland hans många romaern märks Třetí láska (1895, "den tredje kärleken") och Valentinovy ženy (1906, "Valentins hustrur"). Som romanförfattare var Hladík starkt påverkad av Émile Zola.